# Paragathotanais insolitus
Paragathotanais insolitus is een naaldkreeftjessoort uit de familie van de Agathotanaidae. De wetenschappelijke naam van de soort is voor het eerst geldig gepubliceerd in 2003 door Guerrero-Kommritz.